# 대전대신초등학교
대전대신초등학교는 대한민국 대전광역시 중구 대사동에 있는 공립 초등학교이다.

## 학교 연혁
- 1966년 9월 1일 대전대신국민학교 개교(16학급 편성)(설립인가 2월 26일)
- 1988년 5월 16일 동문국민학교 시설 분리(5개 학급)
- 1996년 3월 1일 대전대신초등학교로 교명 변경
- 1998년 9월 30일 학교 전 교사 대수선 공사 완공
- 2006년 4월 4일 충남대학교 병원학교 개교
- 2009년 9월 29일 인라인롤러부 창단
- 2015년 2월 13일 제48회 졸업(졸업생 8246명)
- 2015년 3월 1일 7학급 편성(병원학급 1학급)
- 2017년 2월 16일 제50회 졸업(졸업생 8280명)
- 2017년 3월 1일 7학급 편성(병원학급 1학급)

## 참고 자료
- 대전대신초등학교 - 한국교육학술정보원 학교알리미